# Chiesa di San Bartolomeo (Valdaone)
La chiesa di San Bartolomeo è la parrocchiale di Daone, frazione di Valdaone in Trentino. Fa parte della zona pastorale delle Giudicarie dell'arcidiocesi di Trento e risale al XVII secolo.

## Storia

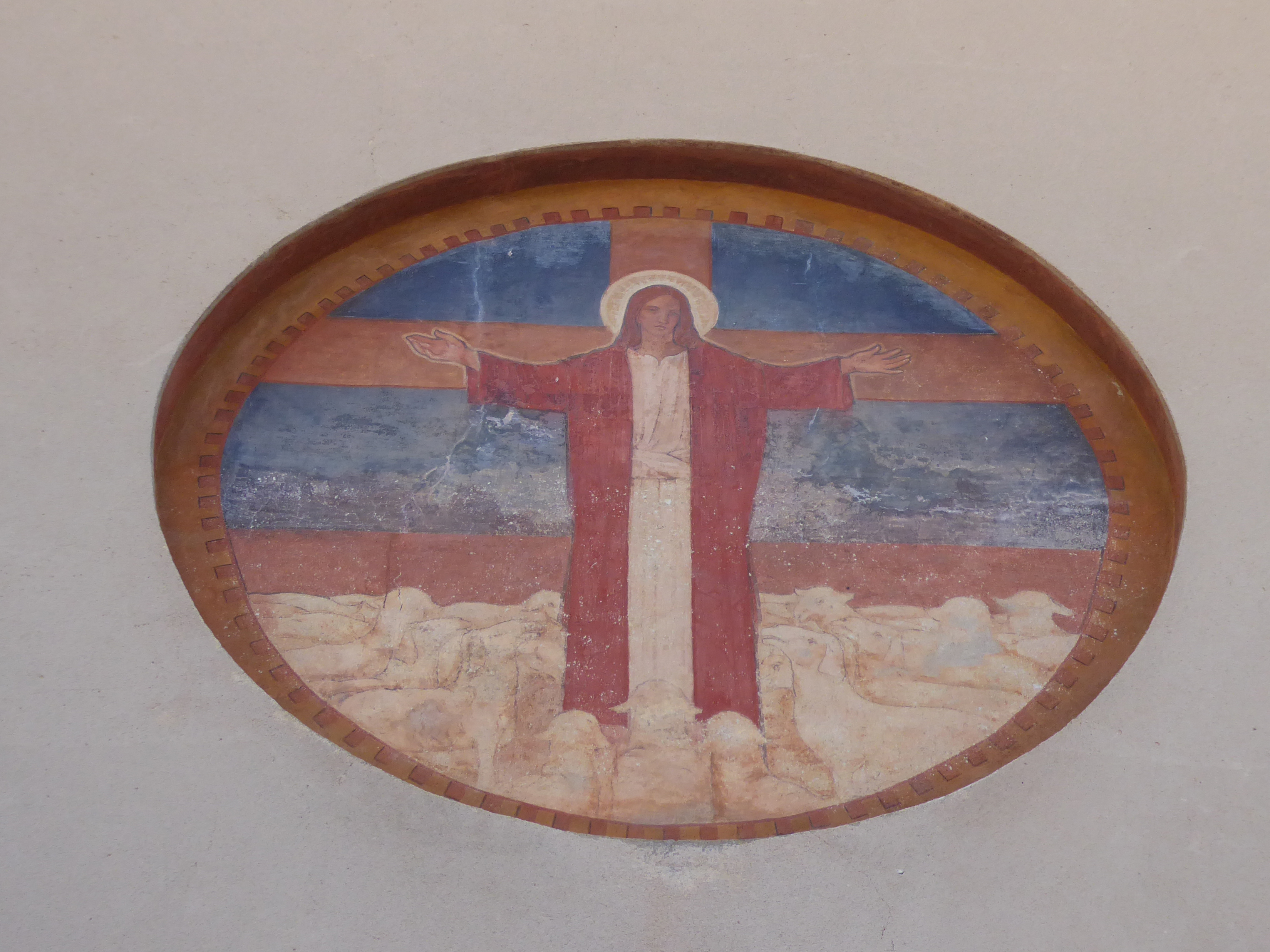
Affresco sulla facciata raffigurante il Buon Pastore dove sino al 1840 circa stava una grande finestra.

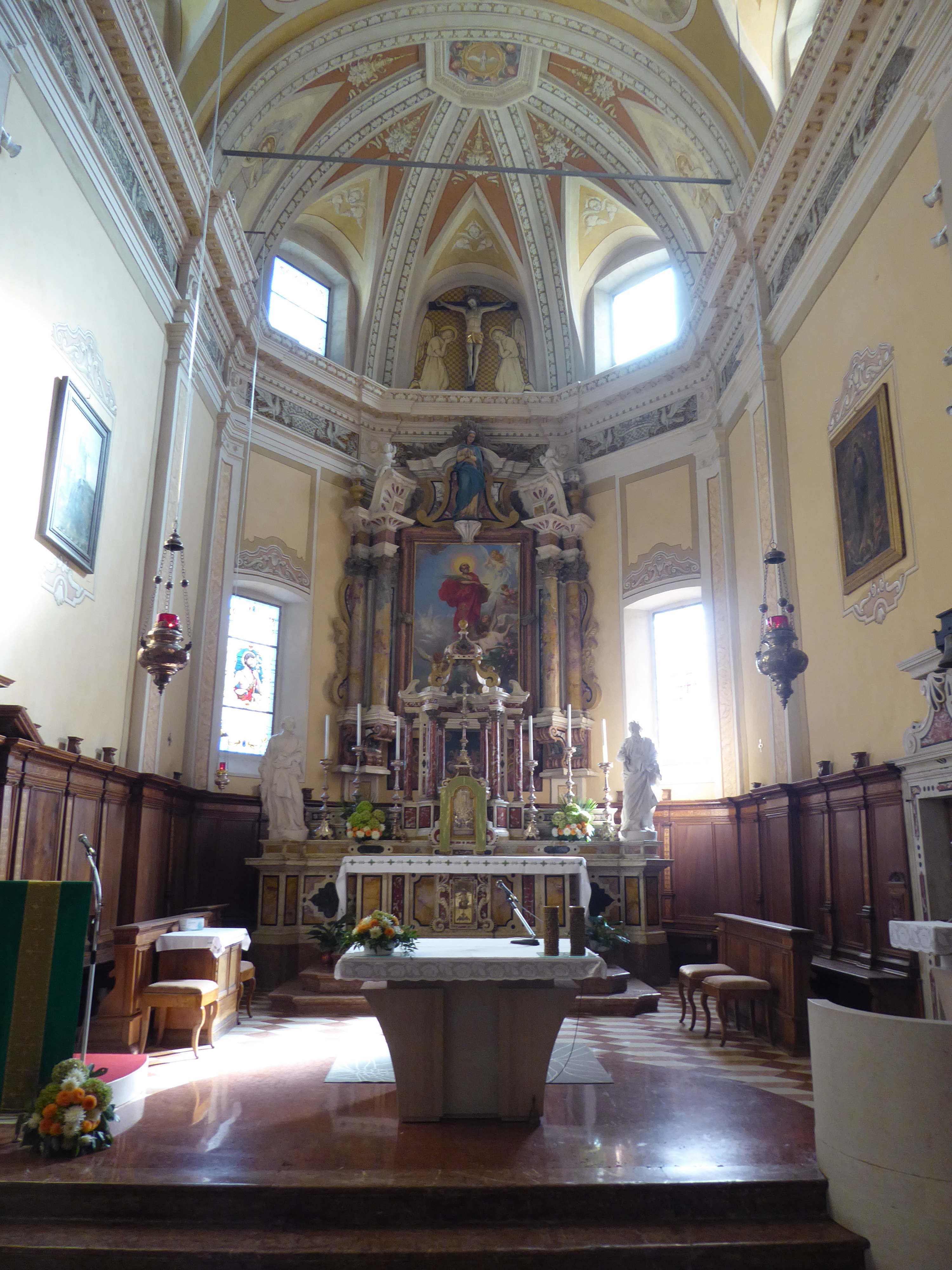
Presbiterio.

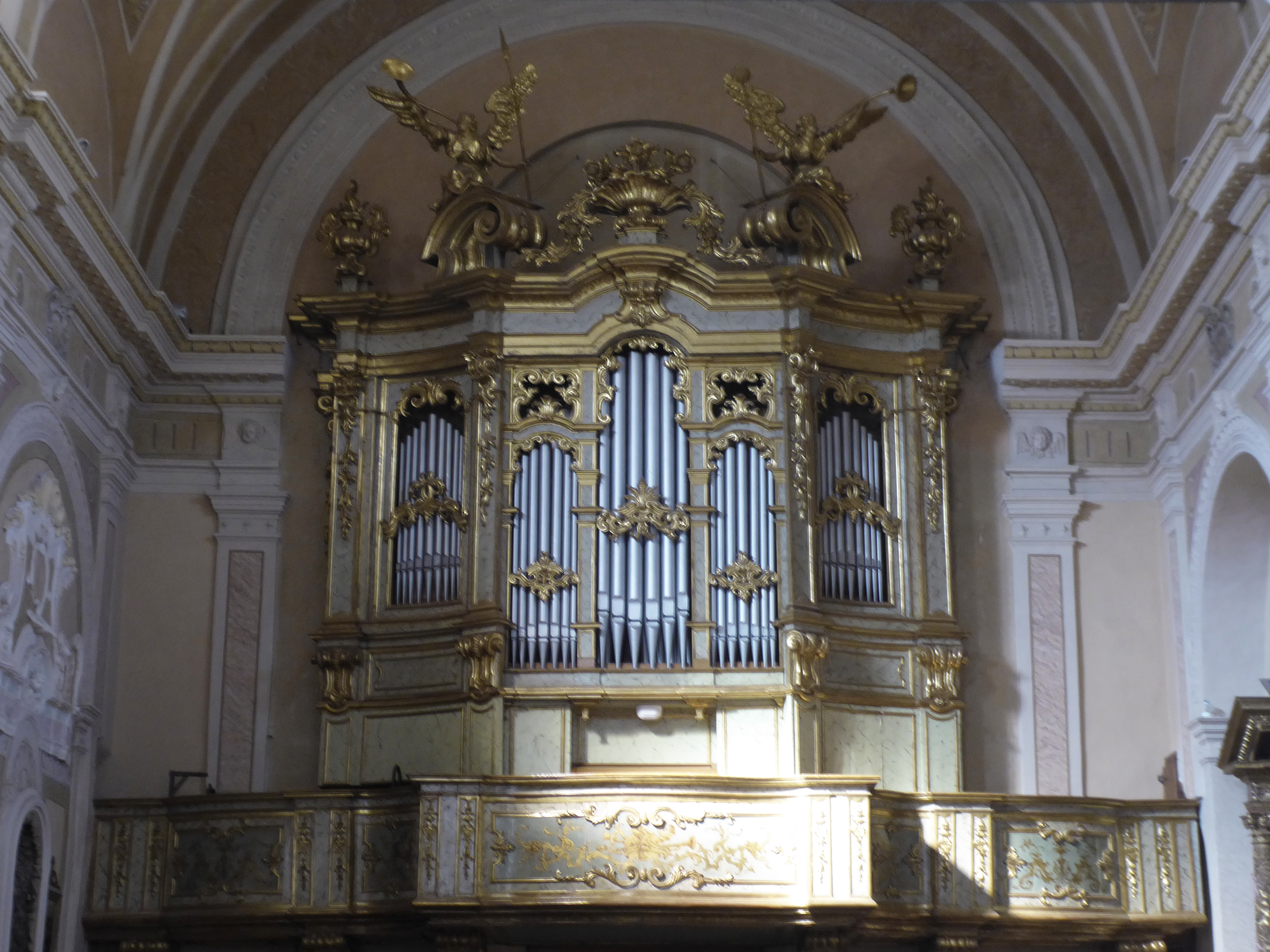
Organo a canne in controfacciata.

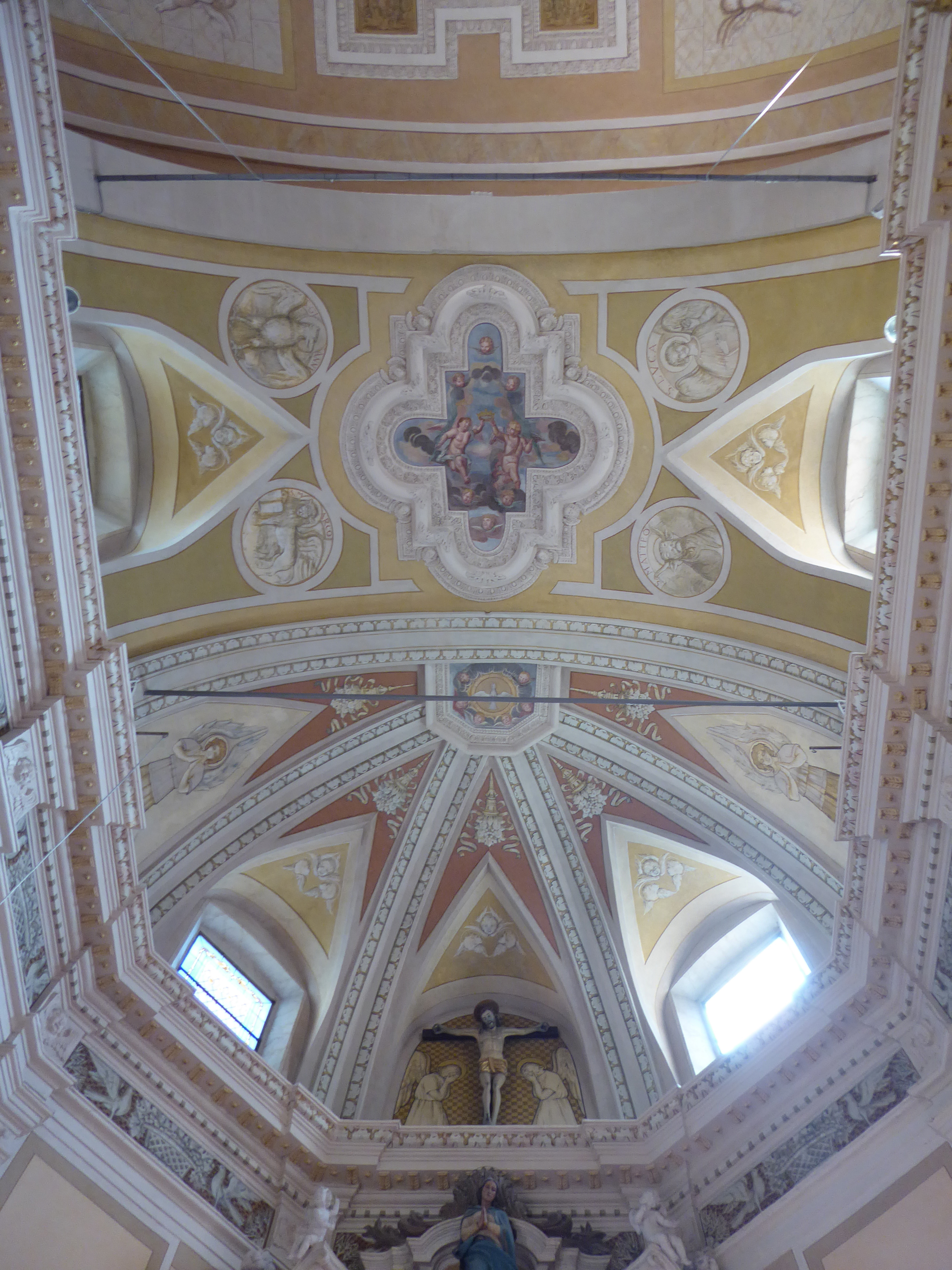
Volta absidale.

Il primo luogo di culto a Daone viene citato dal 1008 e descritto come una piccola cappella. All'inizio del XVII secolo venne completamente ricostruito ed ampliato. Ebbe la dedicazione a San Bartolomeo e fu dotato di tre altari. Nel 1603 la chiesa venne elevata a dignità curaziale dipendente dalla pieve di Santa Giustina. Venne arricchita di decorazione e arredi in seguito alla visita pastorale del 1603, mentre la visita del 1633 dispose l'ampliamento della sagrestia. Nuovi lavori di manutenzione riguardanti la grande finestra allora sulla facciata vennero realizzati nel 1671.
Prima della fine del secolo iniziarono importanti lavori di ampliamento, conclusisi entro il 1705. Nel 1708 venne solennemente consacrata e sino al 1725 fu interessata da un nuovo lavoro di arricchimento con nuovi affreschi in cornici in stucco e nuovi arredi. Nel 1718 intanto la torre campanaria venne sopraelevata. Durante il periodo dell'invasione napoleonica le campane vennero requisite e tra il 1830 e il 1840 venne installata la cantoria in controfacciata con un organo a canne proveniente da Brescia. La finestra in facciata fu murata e in seguito occupata da un affresco. Entro il 1845 vennero poste nella cella le nuove campane fatte fondere dalla ditta di Luigi Chiappani.
Durante la prima guerra mondiale sia la chiesa che la torre campanaria vennero danneggiate e spogliate quindi si rese necessario, nel primo decennio del dopoguerra, un grande lavoro di restauro e ripristino della struttura. Nel 1929 l'antico organo, distrutto dalla guerra, venne sostituito dalla ditta Fratelli Aletti di Monza e quasi contemporaneamente la fonderia Colbacchini di Bassano installò nel castello il nuovo concerto delle campane.
Entro il 1937 furono sostituite le vetrate, fu ridipinta parte delle pitture murali e fu restaurato l'altare laterale dedicato all'Addolorata. Venne elevata a dignità di chiesa parrocchiale nel 1938. Negli anni cinquanta fu oggetto di importanti lavori di conservazione e restauro che riguardarono in particolare la pavimentazione, la cantoria e la tinteggiatura. Dove in precedenza stava la finestra in facciata, poi tamponata, fu dipinto l'affresco raffigurante il Buon Pastore.
Tra il 2002 e il 2007 è stato completato l'adeguamento liturgico già iniziato nel 1967 posizionando l'altare postconciliare davanti all'altare maggiore che conserva il tabernacolo per la custodia eucaristica mentre le balaustre erano già state rimosse. Il nuovo altare è stato consacrato il 24 agosto 2008 dall'arcivescovo di Trento Luigi Bressan.

## Descrizione

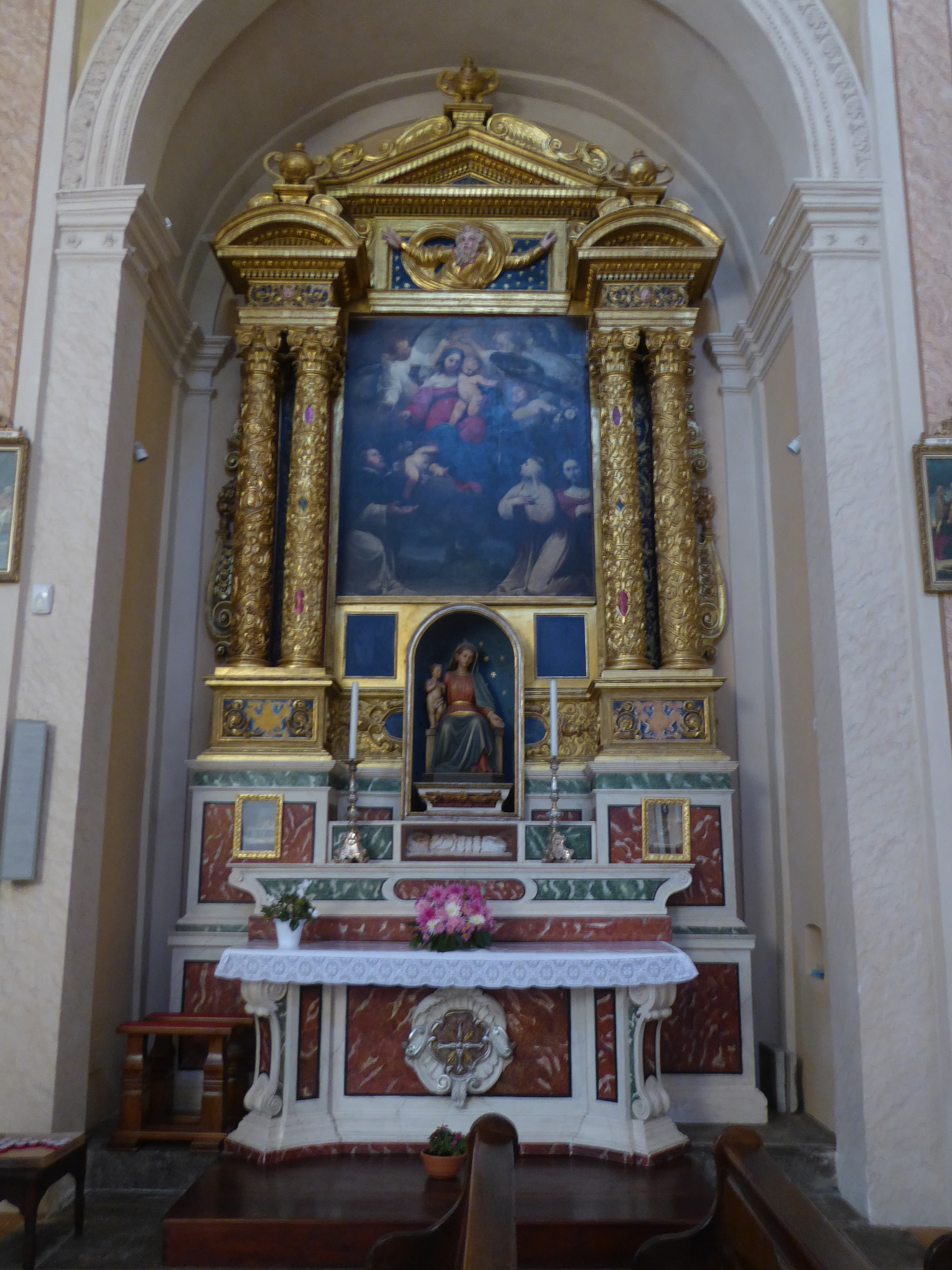
Altare con pala raffigurante la Madonna del Rosario con angeli, i santi Domenico e Caterina da Siena e una devota di Sebastiano Mazzoni

### Esterni
L'antico luogo di culto mostra orientamento verso sud-est e si trova in posizione leggermente elevata nella parte meridionale al centro dell'abitato di Daone, accanto all'area cimiteriale della comunità. La facciata a capanna è semplice, con due spioventi ed è caratterizzata da due elementi principali, il portale architravato in una cornice lapidea con motivo superiore curvilineo e l'oculo tamponato che mostra l'affresco novecentesco del Buon Pastore. La torre campanaria si alza sulla parte destra, in posizione avanzata accanto al cancello di accesso al cimitero. La cella si sdoppia in due elementi sovrapposti e si apre con quattro finestre a bifora nella parte inferiore e con quattro aperture a monofora in quella superiore. Culmina con un piccolo ottagono dotato di aperture ed orologio e copertura in lamiera a forma di piramide ottagonale curvilinea.

### Interni
La navata interna è unica e suddivisa in tre campate. In controfacciata si trova la pregevole e monumentale cantoria con l'importante organo a canne della ditta Aletti racchiuso nel cassone in legno di origini settecentesche. La sala è ampliata da quattro cappelle laterali ognuna con un proprio altare. Il presbiterio è leggermente rialzato e privo di balausta dopo la realizzazione dell'adeguamento liturgico. Di grande valore artistico e storico sono conservate al suo interno la pala d'altare raffigurante la Madonna col Bambino e i Santi Lorenzo, Carlo Borromeo e Francesco di Jacopo Palma il Giovane, la pala con Madonna del Rosario con angeli, i santi Domenico e Caterina da Siena e una devota di Sebastiano Mazzoni, e la pala della Santa Famiglia di Diodato Massimo.